# エルトンバローズ
エルトンバローズ（欧字名:Elton Barows 香:傲蹄巴魯、2020年3月18日 - ）は、日本の競走馬。主な勝ち鞍は2023年のラジオNIKKEI賞、毎日王冠。
馬名の意味は、人名より＋冠名。

## 経歴

### 2歳（2022年）
10月23日、阪神競馬場の新馬戦（芝1800m）でデビュー。最後方から追い込むが届かず2着に敗れた。なお、このレースの3着にはコレペティトール、8着にサトノグランツが入っている。12月11日の未勝利戦もサトノグランツとの叩き合いに半馬身差負けて2着に終わる。

### 3歳（2023年）
3歳未勝利（芝2200m）を9着に終わると、距離を1800mに戻した3月19日の未勝利戦は上がり2位の脚を使い2着。さらに1600mに短縮した未勝利戦はゴール前で差し切って勝利。キャリア5戦目で勝ち上がった。中2週で出走した3歳1勝クラスでも番手追走から後続に2馬身差をつけて快勝した。次走は初の重賞挑戦として7月2日に福島競馬場で行われるラジオNIKKEI賞に出走。道中3・4番手のインを追走し、外から力強く伸びて快勝。3連勝での重賞初制覇を遂げた。続いて10月8日に東京競馬場で行われた毎日王冠に出走。先行策から直線で一気に抜け出し、最後はソングラインとシュネルマイスターの2頭の猛追をしのぎ切って重賞2連勝を飾った。

## 競走成績
以下の内容は、JBISサーチ、netkeiba.com、レーシング・ポストおよび香港ジョッキークラブの情報に基づく。
| 競走日     | 競馬場 | 競走名          | 格   | 距離（馬場）  | 頭 数 | 枠 番 | 馬 番 | オッズ （人気） | 着順 | タイム （上り3F） | 着差  | 騎手        | 斤量 [kg] | 1着馬（2着馬）         | 馬体重 [kg] |
| ---------- | ------ | --------------- | ---- | ------------- | ----- | ----- | ----- | --------------- | ---- | ----------------- | ----- | ----------- | --------- | ---------------------- | ----------- |
| 2022.10.23 | 阪神   | 2歳新馬         |      | 芝1800m（良） | 11    | 7     | 9     | 005.30（2人）   | 02着 | R1:48.6（33.7）   | -0.3  | 0福永祐一   | 55        | ドクタードリトル       | 502         |
| 0000.12.11 | 阪神   | 2歳未勝利       |      | 芝1800m（良） | 15    | 6     | 10    | 002.30（1人）   | 02着 | R1:47.3（35.0）   | -0.1  | 0岩田望来   | 55        | サトノグランツ         | 508         |
| 2023.02.04 | 中京   | 3歳未勝利       |      | 芝2200m（良） | 13    | 7     | 11    | 002.80（2人）   | 09着 | R2:16.8（35.9）   | -1.6  | 0M.デムーロ | 56        | アドマイヤイル         | 510         |
| 0000.03.19 | 阪神   | 3歳未勝利       |      | 芝1800m（稍） | 17    | 3     | 5     | 003.70（2人）   | 02着 | R1:47.8（34.7）   | -0.4  | 0C.ルメール | 56        | ソーダズリング         | 504         |
| 0000.04.16 | 阪神   | 3歳未勝利       |      | 芝1600m（稍） | 18    | 3     | 6     | 003.60（2人）   | 01着 | R1:33.7（35.1）   | -0.2  | 0西村淳也   | 56        | （サンライズプルート） | 508         |
| 0000.05.06 | 京都   | 3歳1勝クラス    |      | 芝1600m（良） | 8     | 6     | 6     | 002.60（2人）   | 01着 | R1:33.6（33.6）   | -0.3  | 0西村淳也   | 56        | （シルヴァーデューク） | 502         |
| 0000.07.02 | 福島   | ラジオNIKKEI賞  | GIII | 芝1800m（良） | 16    | 3     | 6     | 008.30（3人）   | 01着 | R1:46.9（34.9）   | -0.1  | 0西村淳也   | 55        | （シルトホルン）       | 500         |
| 0000.10.08 | 東京   | 毎日王冠        | GII  | 芝1800m（良） | 12    | 5     | 6     | 017.50（4人）   | 01着 | R1:45.3（33.8）   | -0.0  | 0西村淳也   | 55        | （ソングライン）       | 506         |
| 0000.11.19 | 京都   | マイルCS        | GI   | 芝1600m（良） | 16    | 4     | 7     | 007.50（4人）   | 04着 | R1:32.7（33.9）   | -0.2  | 0西村淳也   | 57        | ナミュール             | 514         |
| 2024.02.25 | 中山   | 中山記念        | GII  | 芝1800m（稍） | 16    | 5     | 9     | 003.50（2人）   | 07着 | R1:49.0（38.0）   | -0.9  | 0西村淳也   | 57        | マテンロウスカイ       | 522         |
| 0000.04.28 | 沙田   | チャンピオンズM | G1   | 芝1600m（Yd） | 11    | 5     | 8     | 022.00（5人）   | 08着 | R1:35.60          | -1.08 | 0西村淳也   | 57        | Beauty Eternal         | 523         |
| 0000.06.02 | 東京   | 安田記念        | GI   | 芝1600m（稍） | 18    | 8     | 16    | 016.40（7人）   | 08着 | R1:32.9（33.6）   | -0.6  | 0西村淳也   | 58        | ロマンチックウォリアー | 520         |
| 0000.07.21 | 小倉   | 中京記念        | GIII | 芝1800m（良） | 14    | 5     | 7     | 004.60（2人）   | 03着 | R1:47.3（36.8）   | -0.1  | 0西村淳也   | 59        | アルナシーム           | 516         |
| 0000.10.06 | 東京   | 毎日王冠        | GII  | 芝1800m（良） | 14    | 8     | 14    | 008.30（5人）   | 03着 | R1:45.3（33.7）   | -0.2  | 0西村淳也   | 58        | シックスペンス         | 520         |
| 0000.11.17 | 京都   | マイルCS        | GI   | 芝1600m（良） | 17    | 8     | 17    | 018.90（7人）   | 02着 | R1:32.4（34.2）   | -0.4  | 0西村淳也   | 58        | ソウルラッシュ         | 518         |
| 2025.08.17 | 中京   | 中京記念        | GIII | 芝1600m（良） | 12    | 3     | 3     | 003.40（1人）   | 08着 | R1:32.7（33.8）   | -0.4  | 0川田将雅   | 58        | マピュース             | 520         |

- 海外の競走の「枠番」欄にはゲート番を記載
- 競走成績は2025年8月17日現在

## 血統表
| エルトンバローズの血統            | エルトンバローズの血統                               | エルトンバローズの血統             | （血統表の出典）                   | （血統表の出典） |
| 父系                              | サンデーサイレンス系（ヘイロー系）                   | サンデーサイレンス系（ヘイロー系） | サンデーサイレンス系（ヘイロー系） |                  |
| 父 ディープブリランテ 2009 鹿毛   | 父の父ディープインパクト 2002 鹿毛                   | *サンデーサイレンス                | Halo                               | Halo             |
| 父 ディープブリランテ 2009 鹿毛   | 父の父ディープインパクト 2002 鹿毛                   | *サンデーサイレンス                | Wishing Well                       |                  |
| 父 ディープブリランテ 2009 鹿毛   | 父の父ディープインパクト 2002 鹿毛                   | *ウインドインハーヘア              | Alzao                              | Alzao            |
| 父 ディープブリランテ 2009 鹿毛   | 父の父ディープインパクト 2002 鹿毛                   | *ウインドインハーヘア              | Burghclere                         |                  |
| 父 ディープブリランテ 2009 鹿毛   | 父の母*ラヴアンドバブルズ Love and Bubbles 2001 鹿毛 | Loup Sauvage                       | Riverman                           | Riverman         |
| 父 ディープブリランテ 2009 鹿毛   | 父の母*ラヴアンドバブルズ Love and Bubbles 2001 鹿毛 | Loup Sauvage                       | Louveterie                         |                  |
| 父 ディープブリランテ 2009 鹿毛   | 父の母*ラヴアンドバブルズ Love and Bubbles 2001 鹿毛 | *バブルドリーム                    | Akarad                             | Akarad           |
| 父 ディープブリランテ 2009 鹿毛   | 父の母*ラヴアンドバブルズ Love and Bubbles 2001 鹿毛 | *バブルドリーム                    | *バブルプロスペクター              |                  |
| 母 ショウナンカラット 2007 黒鹿毛 | 母の父*ブライアンズタイム Brian's Time 1985 黒鹿毛   | Roberto                            | Hail to Reason                     | Hail to Reason   |
| 母 ショウナンカラット 2007 黒鹿毛 | 母の父*ブライアンズタイム Brian's Time 1985 黒鹿毛   | Roberto                            | Bramalea                           |                  |
| 母 ショウナンカラット 2007 黒鹿毛 | 母の父*ブライアンズタイム Brian's Time 1985 黒鹿毛   | Kelley's Day                       | Graustark                          | Graustark        |
| 母 ショウナンカラット 2007 黒鹿毛 | 母の父*ブライアンズタイム Brian's Time 1985 黒鹿毛   | Kelley's Day                       | Golden Trail                       |                  |
| 母 ショウナンカラット 2007 黒鹿毛 | 母の母ニュースヴァリュー 1989 鹿毛                   | Seattle Song                       | Seattle Slew                       | Seattle Slew     |
| 母 ショウナンカラット 2007 黒鹿毛 | 母の母ニュースヴァリュー 1989 鹿毛                   | Seattle Song                       | Incantation                        |                  |
| 母 ショウナンカラット 2007 黒鹿毛 | 母の母ニュースヴァリュー 1989 鹿毛                   | *アンティックヴァリュー            | Northern Dancer                    | Northern Dancer  |
| 母 ショウナンカラット 2007 黒鹿毛 | 母の母ニュースヴァリュー 1989 鹿毛                   | *アンティックヴァリュー            | Moonscape                          |                  |
| 母系(F-No.)                       | (FN:9-f)                                             | (FN:9-f)                           | (FN:9-f)                           |                  |
| 5代内の近親交配                   | Hail to Reason 5×4                                   | Hail to Reason 5×4                 | Hail to Reason 5×4                 |                  |

- 祖母ニュースヴァリューは1993年に牝馬二冠を達成したベガ、2001年京都新聞杯勝ち馬マックロウの半姉。自身はJRA6勝、1994年の札幌スプリントステークス2着の成績を残している。